# Aquilla, Ohio
Aquilla là một làng thuộc quận Geauga, tiểu bang Ohio, Hoa Kỳ. Năm 2010, dân số của làng này là 340 người.

## Dân số
- Dân số năm 2000: 372 người.
- Dân số năm 2010: 340 người.